# Fratelli Ruffini
I fratelli Ruffini furono tre patrioti genovesi.
- Agostino Ruffini (Genova, 1812 - Taggia, 1855)
- Giovanni Ruffini (Genova, 1807 - Taggia, 1881)
- Jacopo Ruffini   (Genova, 1805 - Genova, 1833)